# Drottning Omma

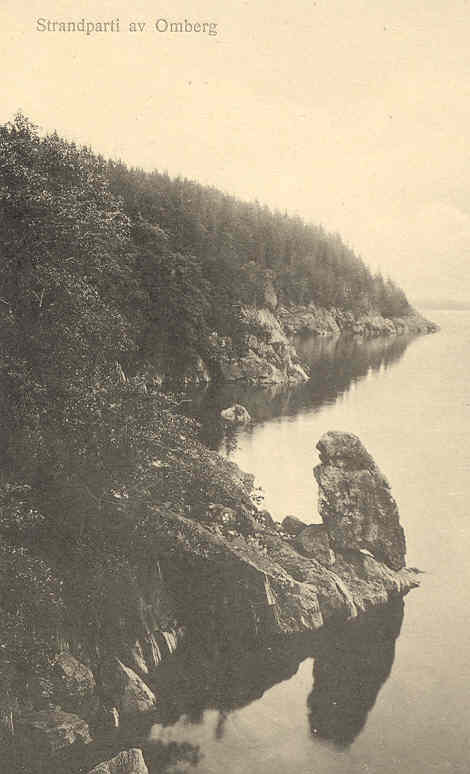
Strandparti av Omberg, vid sekelskiftet 1900.

Omma är en sagodrottning som ska ha levt under förkristen tid på Omberg i Ödeshögs och Vadstena kommuner i Östergötland. En rad sägner i Ombergsbygden nämner henne. 

## Sägner

### Sägnen om Ommas friare
En sägen berättar om en jätte bosatt i Västergötland som var påväg till drottningen på berget. Friaren red på sin häst över Vätterns is och väl vid Omberg satte jättehästen sin hov i bergväggen för att ta språnget upp på berget, varpå sprickor bildades i isen och både jätten och hästen föll genom isen och drunknade. Där hästen satte sin hov i berget bildades en oval fördjupning som kallas Rödgavels port. Denna ligger intill Rödgavels grotta. Drottning Omma blev så ledsen att hon kom att gråta i evig tid. Än idag faller hennes tårar ner i Rödgavels grotta. Ibland gråter Omma så mycket att det bildas dimma över berget, varför hon även kallas för "Dimmornas drottning".

### Ommas svinhusdörr

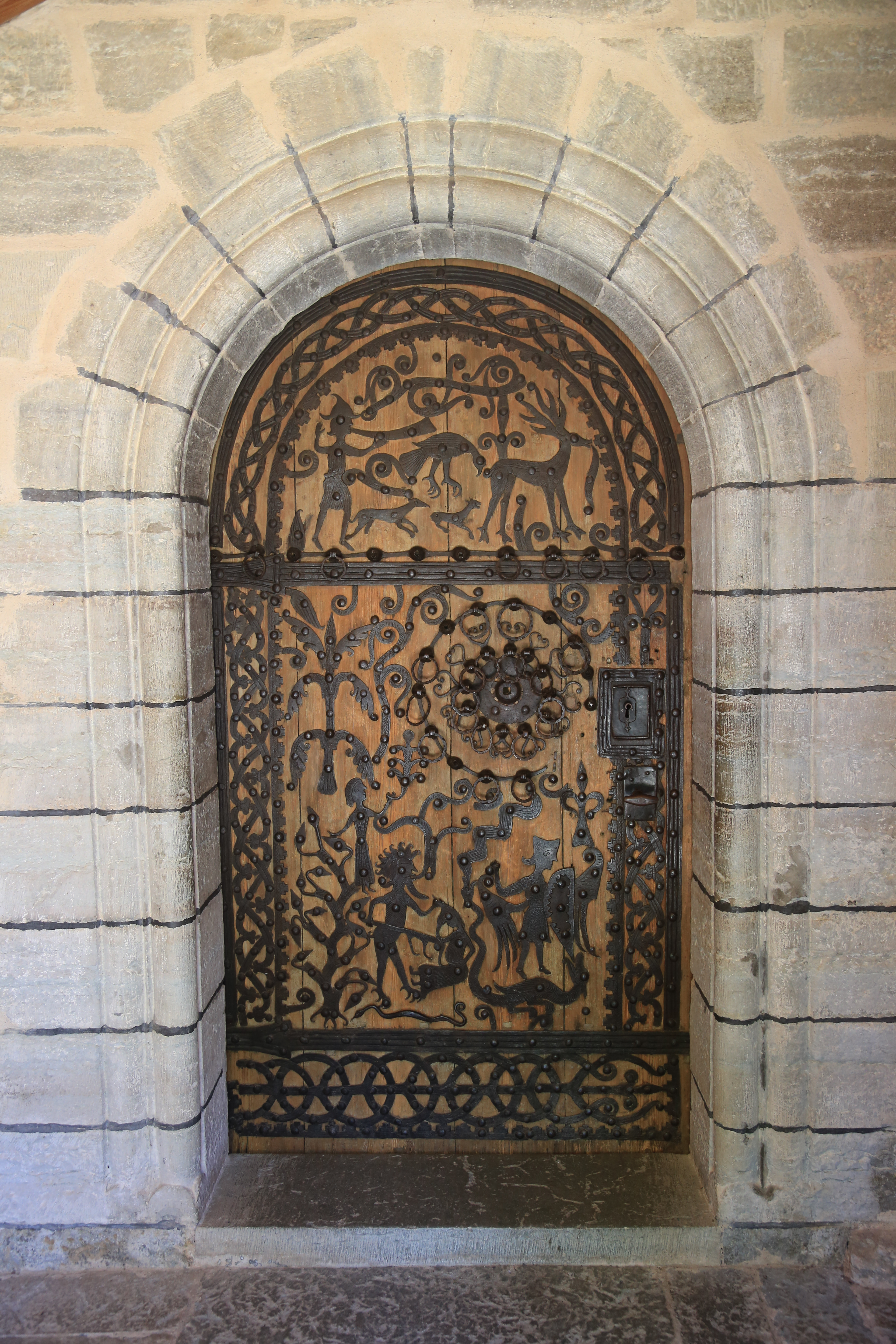
Kyrkporten i Rogslösa kyrka.

En annan sägen berättar att kyrkporten i Rogslösa kyrka ska ha kommit från drottningens svinstia.

### Ugglornas drottning
Enligt en sägen kan drottning Omma förvandla sig till en berguv. Hennes eviga ungdom lär ha berott på att en ung upplärd flicka fick överta rollen som drottning Omma när den tidigare blivit för gammal. Detta kunde ske eftersom ingen människa fick se drottningens ansikte. Det var sedan länge dolt i en berguvsskrud. Drottning Omma tillbads av folket och man offrade till henne för att få goda spådomar och hennes beskydd. När kyrkans män krävde folkets trohet gick folket i smyg under fullmånenätter till offerplatsen eller till drottning Ommas borg för att dyrka och att få hjälp.

### Den sista Omma
En sägen berättar om en far, vars dotter han blir tvungen att lämna till Omma. När drottning Ommas tid börjar ta slut, lär hon ut alla sina kunskaper till en ny kvinna som ska bli hennes efterträdare. Det var det dottern skulle bli - lärd och sedan bli den nya drottning Omma. Den gamla Omma kastade sig ut för ett stup när hennes tid var över. Fadern till dottern ångrade sig strax därefter och rusade tillbaka till Ommas borg för att ta tillbaka sin dotter. Eftersom Omma alltid bär en uggleliknande mask, kan man inte se hennes ansikte. Så när fadern mötte Omma (som egentligen var hans dotter) dödade han henne för att få tillbaka sin dotter (trodde han). Eftersom den nya Omma blev dödad kan hon inte lära ut en efterträdare, så därför blev hon den sista Omma, enligt sägnen.

## Övrigt
På norra Omberg, som kallas Borgberget, ligger en fornborg som bär namnet Ommaborgen.
Verner von Heidenstam sammanfattade historierna kring drottning Omma i en novell som publicerades 1914. 
Det östgötska metallbandet Falconer har på sin skiva Armod från 2011 gjort låten Dimmornas Drottning som handlar om Drottning Omma.
Drottning Omma spelar en viktig roll i Alvastra krönikespel, som spelas vid bergets fot varje sommar.
Artisten Drottning Omma har tagit namnet från sagodrottningen.